# Сокільча
Сокі́льча (рос. Соко́льча, пол. Sokolcza, в документах іноді Sokolicze) — село в Україні, в Житомирському районі Житомирської області До 2016 центр Сокільчанської сільської ради. Розташоване на правому березі річки Унава, на відстані 12 км на північний захід від центру громади та залізничної станції Попільня. Поблизу села проходить автодорога Р18 Житомир — Ставище. Згідно зі Всеукраїнським переписом населення 2001 р., населення села складало 662 особи.

## Етимологія назви села
Назва села пов'язується дослідниками з соколом-тотемом, про надзвичайну увагу в давнину до якого говорить близько півсотні назв сучасних українських поселень та майже тридцять назв річок. Усі родини української шляхти з їхніми тотемами в гербах обов'язково мають якийсь зв´язок із певними українськими географічними назвами. По-перше, назва родового тотему могла бути використана як ім´я прапредка роду (що часто траплялося), а те ім´я, у свою чергу, прислужилося для витворення назви поселення, яке заснував чи яким володів отой прапредок. Друге, назва родового тотему могла бути використана для називання річки, потоку, озера, урочища, які локалізувались на землях певного роду. Ось тому в Україні є так багато відтотемних географічних назв.

## Історія села
Точна дата заснування поселення невідома. М. Грушевський наводить документ, яким він користувався: «Звісний нам опис Київщини, списаний по смерті Семена Олельковича, перед татарськими погромами, кидає цікаве світло і на організацію сеї селянської військовослужбової колонізації, і на тутешнє господарство. Фрагмент розпочинається селом Терпсієвим» на Росі (пізніше незвісне. Далі маємо с. Антонів неподалік від Росі (над Березянкою) кілька сіл над Роставицею: Щербів (тепер Ружин), Вчорайше, потім Почуйкове на Кам'янці, Сокольча на Унаві, Ходорків і Скочищів на Ірпені, Водоїтин у Верхів'ї Здвижу… Осади сі й інші з ними названі, які місця не можемо ближче означити (таких є 7) — зазначає історик — всі мають згадку про практику Вітовтових часів. Це показує, що маємо тут діло з осадами старими, не молодими, а може і старшими від часів Вітовта (1392—1430)".
Поселення Ходорків, Криве та Сокільча здавна одному з київських монастирів три діжки меду давали, «з давніх років лежали пусткою». Найімовірніше, вони були знищені татарами, і як «пусті селища» потрапили до власності Київського замку.
Історія міст і сіл Української РСР вказує як дату заснування поселення (власне — першу згадку про нього в документах) 1471 рік. Натомість, на офіційному порталі Верховної Ради України як дату заснування села вказано 1475 рік.
В люстрації 1545 р. про Криве, Ходорків та Сокільчу сказано, що вони «запустли отъ давныхъ лтъ». Проте в давньому опису відмічено в с. Сокільчі 20 чоловік та 5 нових
На початку XVII століття Сокільча згадується як частина Паволоцьких маєтностей князя Романа Ружинського, які після його смерті успадкувала його жінка Софія з Корапчийовських.
В 1631 р. Сокільча, ймовірно, потрапляє у залежність від родича княгині Ружинської Самійла Ляща, котрий домігся відписання княгинею на нього всіх маєтностей. Проте, після втручання підканцлера Томаша Замойського, Лящ у 1635 р. повертає маєтності княгині, котра продає їх тому ж Замойському. Після смерті останнього у 1638 р. маєтності перейшли до його нащадків — Яна та Александра. Проте, з початком Хмельниччини власники містечка залишили ці місця. Влада перейшла до козацької старшини.
Після смерті в 1665 р. Яна Замойського, спадкоємцем і власником його маєтків став Станіслав Ян Конецпольський, проте той помер у 1682 р., і всі його маєтки, в тому числі так званий «tractum Pavoloscensium» успадкував Ян Олександр Конецпольський. Проте всі поселення, що входили до Паволоцького ключа, були пустими. В інвентарі маєтностей Конецпольського від 20 січня 1683 р. сказано, що Сокільча належала до містечка Паволочі, є пустим поселенням. Новий власник віддав маєтності у оренду відповідно до контракту в 1701 р. за 18 тисяч Якубу Ледуховському. Проте фактичним власником та розпорядником маєтностей Конецпольського, як і інших навколишніх земель, з 1688 аж до 1710 року був фастівський полковник Семен Палій.
Палій намагався залюднити ці спустілі території, відновлював поселення, заводив скрізь козацькі порядки, сотенний та полковий устрій. Проте після його ув'язнення в 1710 р. Ян Олександр Конецпольський відновив свою владу над маєтками. Він помер в 1719 р. У 1722 р. його маєтності на аукціоні придбав Єжи Александр Любомирський, обозний великий коронний.
У 1785 р. була збудована нова Свято-Успенська церква на місці давнішої (з 1728 р.), котра згідно з візитаціями 1741 та 1745 рр. була дерев'яною, з трьома куполами, покрита ґонтом. До церкви прибудована була дзвіниця, яка мала 5 дзвонів. Парафіян було 26 садиб у Сокільчі та 30 у Вербові (тепер — Любимівка). В церкві знаходився чудодійний образ Богородиці. До парафії православної належало село Котлярка.
За Л. Похилевичем, у 1863 р. було в Сокільчі 1360 мешканців православних, 162 католика та 48 євреїв. В цьому ж році Сокільча разом з селом Війтівці (тепер — Мостове) належала графині Ельжбеті Ламберт.
У 1876 р. в селі згоріла Свято-Успенська церква, за рік — у 1877 р. вона була відбудована.
У 1886 році Сокільча — колишнє власницьке містечко при річці Унава. Населення 876 осіб, 108 дворів, волосне правління, православна церква, школа, 2 заїжджих двори, 6 магазинів, 2 водяних млини. Сокільчанська волость станом на 1886 рік складалася з 4 поселень, 4 сільських громад. Населення — 4396 осіб (2222 чоловічої статі та 2174 — жіночої), 495 дворових господарств[1]. Наприкінці ХІХ століття волость була ліквідована, її колишні поселення були приєднані до Попільнянської (Сокільча, Харліївка) та Бровківської (Війтівці) волостей.
Переселенцями з села Сокільча було засноване село Сокольчі Чорнорученського сільського поселення Лазовського муніципального району Приморського краю Росії. Виходячи зі спогадів родичів цих переселенців, можна з упевненістю сказати, що відбулося це не пізніше 1900 року, оскільки всі вони стверджують, що переселення відбувалося пішки, а це або кінець першого періоду переселення (1861-1881 рр.), або початок другого періоду (1882-1901 рр.). Під час другого періоду більша частина переселенців прибула до Примор'я морським шляхом, на спеціально обладнаних для цього кораблях, які курсували між Одесою та Владивостоком. Однак і в цьому періоді близько 900 чоловік прибули сухопутним шляхом.
Станом на 1918 р. в Сокільчі діяла бібліотека-читальня товариства «Просвіта»
1918 року під час перебування у Сокільчі німецьких та австрійських військ за часів Української Держави гетьмана П. Скоропадського, в селі був створений антиукраїнський партизанський загін на чолі з більшовиком О. К. Попелюхою, який вів боротьбу проти іноземних військ та гетьманської влади. 1927 року більшовики спорудили йому пам'ятник.
7 листопада 1920 року в Сокільчі створено комуну «Чайка».
В трьох населених пунктах району — смт Попільні, селах Андрушки та Сокільча не було випадків людських смертей від голоду та відсутні масові захоронення. В Андрушках ситуацію спасав цукровий завод, в Сокільчі — утворена сільськогосподарська комуна «Чайка», а селищі Попільня — залізнична станція.
Під час німецько-радянської війни у військових діях брали участь 250 сокільчанців, з них 106 загинуло, 130 — відзначено урядовими нагородами. У 1952 році сокільчанці спорудили пам'ятник воїнам-односельцям і воїнам-визволителям села, які полягли смертю хоробрих у боротьбі проти нацистів.
У 1970-х роках в Сокільчі налічувалося 338 дворів, населення складало 978 чоловік. За колгоспом ім. С. М. Кірова, центральна садиба якого розміщувалася в селі, було закріплено 2683,7 га землі, в тому числі орної —2435,5 га, саду — 31 га, пасовищ — 36 га, лісу — 15 га, водоймищ — 40 га. Провідними сільськогосподарськими культурами були пшениця, ячмінь, цукрові буряки, горох, кукурудза. Тваринництво — м'ясо-молочного напряму. В селі працювали середня школа, де 17 педагогів навчали 201 учня, будинок культури на 450 місць, бібліотека з фондом 9,7 тис. книг, дільнична лікарня на 25 ліжок, аптека, дитячі ясла і садок, відділення зв'язку, АТС, 5 магазинів. За успіхи в праці нагороджено орденами й медалями СРСР 57 трудівників села.
Жителька села, доярка Білоног Ніна Іванівна у період з 1975 по 1986 рр. стала повним кавалером ордену Трудової Слави.
Тричі ювілейним 1991 рік був для Сокільчанської загальноосвітньої школи. Виповнилось 110 років від відкриття першого навчального закладу в селі, 70 років від дня відкриття початкової школи та 40 років функціонування повної середньої школи.
Дерев'яна Свято-Успенська церква була відреставрована в 1991-1994 рр.
В Сокільчі діє народний музей історії села.

## Населення

### Мова
Розподіл населення за рідною мовою за даними перепису 2001 року:
| Мова       | Кількість | Відсоток |
| ---------- | --------- | -------- |
| українська | 654       | 98.79%   |
| російська  | 6         | 0.91%    |
| румунська  | 2         | 0.30%    |
| Усього     | 662       | 100%     |

## Сьогодення села
В селі діє ПСП «Сокільча», котре обробляє 2,6 тис. га землі, з них у 2013 р. озимою пшеницею було засіяно — 400 га, ярим ячменем — 150 га, горохом — 100 га, кукурудзою зерновою — 420 га, кукурудзою силосною — 360 га, цукровими буряками — 300 га, гречкою — 50 га. Урожайність в цьому році склала: озима пшениця — 85-100 ц / га, кукурудза зернова — 130ц / га, кукурудза силосна — 800ц / га, цукрові буряки — 550—600ц / га. Також господарство інтенсивно займається тваринництвом, м'ясо-молочного напряму, має поголів'я ВРХ — 2000 голів. Директор ПСП «Сокільча» — Лозенко Євген Миколайович

## Відомі люди

### Народилися в Сокільчі
- Колісниченко Микола Васильович (нар. 27 січня 1954) — український лісівник та політичний діяч, Голова Державного комітету лісового господарства України (2002—2005).
- Старунський Володимир Гордійович (1920-2012) — український радянський діяч, міністр торгівлі УРСР. Депутат Верховної Ради УРСР 7-11-го скликань.

### Діяльність пов'язана з Сокільчею
- Низькогляд Павло — козацький військовий та державний діяч, паволоцький полковник (1674-1675). Власник Сокільчі.
- Чигир Михайло Андрійович (нар. 5 липня 1947) — український компартійний діяч, 2-й секретар Житомирського обкому КПУ, заступник голови Житомирської обласної ради. Головний агроном колгоспу імені Кірова села Сокільча (1971—1972).